# Zhu Xueying
Zhu Xueying (2 de março de 1998) é uma ginasta chinesa, campeã olímpica.

## Carreira
Xueying conquistou a medalha de ouro nos Jogos Olímpicos de Verão de 2020 em Tóquio na prova feminina da ginástica de trampolim com 56.635 pontos na sua performance. Em 2022, ao lado de Cao Yunzhu e Hu Yicheng, obteve o título por equipes no Campeonato Mundial em Sófia com a pontuação de quinze no total.